# Ranxeria Montgomery Creek
La ranxeria Montgomery Creek és una reserva índia federal que pertany als membres konkow i maidus de la tribu Pit River, una tribu reconeguda federalment d'amerindis de Califòrnia. La ranxeria es troba al comtat de Shasta al nord de Califòrnia.
Establida en 1915, la ranxeria Montgomery Creek té una extensió de 109 acre (440.000 metres quadrats) i 15 habitants i està situada a l'àrea no incorporada de Montgomery Creek, unes 35 milles al nord-est de Redding (Califòrnia).